# Zmiana społeczna
Zmiana społeczna – szeroko rozumiana niecykliczna przemiana instytucji, norm, kultury, czy też struktury społecznej.
Jest to różnica pomiędzy stanem systemu społecznego w pewnej chwili a jego stanem po upływie określonego czasu.
Zmiana społeczna może polegać na:
1. zmianie składu systemu społecznego;
2. zmianie w strukturze społecznej;
3. zmianie funkcji społecznych;
4. zmianie granic systemu;
5. zmianie w relacjach między podsystemami społecznymi;
6. zmianie w środowisku systemu.

Zmiana społeczna jest pojęciem szerszym od rozwoju społecznego, który jest pewną ukierunkowaną zmianą polegającą na wzroście określonych cech. Rozwój społeczny ukierunkowany na pewien całościowy, pozytywny stan społeczeństwa to postęp społeczny. Gwałtowna i znacząca zmiana w systemie społecznym to rewolucja.
Za podstawowe czynniki pojawiania się zmian społecznych uważa się: zmiany w środowisku naturalnym, zmiany demograficzne, technologiczne, dyfuzję kulturową, pojawienie się nowych idei oraz konfliktu społecznego.

## Socjologia zmian społecznych
Badanie zmiany społecznej należy do tradycyjnej problematyki socjologii.
Już w pierwszej połowie XIX wieku twórca terminu „socjologia” – Auguste Comte – wyróżnił dwa podstawowe spojrzenia na rzeczywistość społeczną: statykę i dynamikę, które były jednocześnie dwoma podstawowymi działami socjologii. To właśnie dynamika społeczna miała być dziedziną opisującą zmiany dokonujące się w społeczeństwie.
Zgodnie z typologią przedstawioną przez Garetha Morgana i Gibsona Burrella w pracy Sociological paradigms and organizational analysis (1979), można podzielić paradygmaty w naukach społecznych zgodnie z dwoma dychotomiami: na te w których rzeczywistość społeczna ma charakter obiektywny lub subiektywny, oraz na te, które twierdzą, że świat społeczny ulega ciągłej zmianie lub jest stale taki sam.